# Аксиома детерминированности
Аксиома детерминированности — аксиома теории множеств, обычно обозначаемая AD. Эту аксиому предложили в 1962 году польские математики Ян Мычельский и Гуго Штейнгауз в качестве замены для аксиомы выбора (введённой в 1904 году, обозначается AC). Причиной поиска альтернативы аксиоме выбора стали необычные следствия из этой аксиомы, которые вызывали и продолжают вызывать критику со стороны части математиков. Например, в случае применения аксиомы выбора возникают парадоксальные конструкции вроде «парадокса Банаха — Тарского». Многие математики отмечали, что множества, существование которых доказывается с помощью аксиомы выбора, лишены индивидуальности в том смысле, что мы не можем исчерпывающе описать их состав из-за отсутствия ясного алгоритма выбора.
В классических разделах математики (теория чисел, математический анализ и др.) замена AC на AD ничего не меняет, но в теории множеств и топологии следствия из аксиомы детерминированности во многом существенно отличаются от следствий аксиомы выбора. Например, из AD следует, что все множества вещественных чисел измеримы, проблема континуума решается однозначно (промежуточных мощностей не существует), парадокс удвоения шара не возникает.
Аксиома детерминированности уже самим своим существованием вызвала большой интерес у специалистов по основаниям математики, ей посвящено немало публикаций, особенно в области дескриптивной теории множеств. По мнению сторонников этой аксиомы, ситуация в теории множеств сейчас напоминает положение после открытия неевклидовой геометрии — можно признать, что существует не одна теория множеств, а по крайней мере две, и вопрос о том, какая из них правильная, лишён смысла. Сторонники отмечают также, что теория множеств на основе аксиомы детерминированности более согласована с математической интуицией, чем на основе аксиомы выбора.

## Детерминированные игры
Аксиому детерминированности проще всего определить в терминах не теории множеств, а теории игр. Рассмотрим некоторое (фиксированное) множество A, состоящее из бесконечных последовательностей натуральных чисел (такие последовательности образуют топологическое пространство Бэра).
Определим игру {\displaystyle G_{A}} для двух человек со следующими правилами. Игрок I, начиная игру, пишет натуральное число {\displaystyle a_{0}.} Игрок II, зная этот ход, пишет число {\displaystyle a_{1}.} Далее они продолжают по очереди формировать некоторую последовательность — игрок I выбирает чётные её элементы, игрок II — нечётные. Игра длится бесконечно, но результат её объявляется согласно следующему правилу: если сформированная последовательность содержится в заданном множестве A, то выиграл игрок I, иначе — игрок II.
Нетрудно видеть, что если множество A конечное или счётное, то у игрока II есть простая выигрывающая стратегия — на {\displaystyle n}-м ходу (где {\displaystyle n} нечётно, {\displaystyle n=2m+1}) выбирать число, не совпадающее с {\displaystyle n}-м элементом {\displaystyle m}-й последовательности множества A («диагональный метод»). Тогда результирующая последовательность заведомо не совпадёт ни с каким элементом множества A. Далее предполагается, что в общем случае каждый игрок имеет свою стратегию, то есть существует чёткий алгоритм, который для каждого фрагмента формируемой последовательности (включая начальный, пустой) указывает следующее число.
Стратегия игрока I называется выигрывающей, если для любого начального фрагмента {\displaystyle a_{0},a_{1},a_{2},\dots a_{n}} (если фрагмент не пуст, то {\displaystyle n} нечётное), в котором каждый член с чётным индексом был определён этой стратегией, она способна найти такое {\displaystyle a_{n+1}}, что итоговая бесконечная последовательность (сформированная при любых ответах игрока II) принадлежит множеству A. Аналогично определяется выигрывающая стратегия для игрока II — она должна подсказывать числа, которые в итоге не дадут противнику сформировать результат, входящий во множество A.
Множество A (и соответствующая игра {\displaystyle G_{A}}) называются детерминированными, если у одного из игроков существует выигрывающая стратегия.
Из правил игры понятно, что ситуация, когда у обоих игроков существует выигрывающая стратегия, невозможна. Ясно также, что наличие свойства детерминированности зависит от множества A. Выше приведён пример, когда игра заведомо детерминирована (если множество A конечное или счётное). Таким образом, свойство детерминированности фактически имеет не игровой, а теоретико-множественный характер.

## Формулировка аксиомы детерминированности
| Любое множество A детерминировано. |

В ходе исследования данной аксиомы появились модифицированные её версии:
- Аксиома вещественной детерминированности[англ.] — усиленный вариант для континуальных множеств.
- Аксиома AD+[англ.] — ещё один усиленный вариант.
- Аксиома проективной детерминированности[англ.] — специальный вариант для проективных множеств.

## Сравнение аксиомы детерминированности и аксиомы выбора
Далее всюду подразумевается общепринятая аксиоматика теории множеств Цермело — Френкеля (сокращённо обозначаемая ZF). Из аксиомы детерминированности следует (для поля вещественных чисел) аксиома счётного выбора, на которую опираются базовые теоремы математического анализа. Поэтому новая аксиома совместима с классической математикой. Однако с полной аксиомой выбора она не совместима — доказано, что с помощью аксиомы выбора можно построить недетерминированное множество A, что прямо противоречит аксиоме детерминированности.
Многие следствия конкурирующих аксиом в теории множеств и топологии противоположны друг другу. С помощью аксиомы выбора доказано, что существуют множества вещественных чисел, неизмеримые по Лебегу; из аксиомы детерминированности следует, что таких множеств не существует — все множества вещественных чисел измеримы. По-разному решается проблема континуума (существование промежуточных мощностей между счётной и континуальной) — аксиоматика Цермело — Френкеля допускает любой из двух вариантов решения этой проблемы (то есть, она не может быть ни доказана, ни опровергнута), в то время как из аксиомы детерминированности выводится однозначное решение: любое бесконечное несчётное множество вещественных чисел континуально. Имеются и многочисленные иные отличия: вполне упорядочить аксиома детерминированности разрешает не любые, а лишь только конечные и счётные множества, лишается основания нестандартный анализ. Упомянутая выше дескриптивная теория множеств особенно плохо согласуется с аксиомой выбора — многие выдвинутые в этой теории гипотезы, подобно континуум-гипотезе, оказались неразрешимы, в то время как аксиома детерминированности позволяет эти гипотезы строго доказать; это объясняет большой интерес к данной аксиоме математиков, исследующих дескриптивную теорию множеств.